# 高格孚
高格孚（Stéphane Corcuff，1971年—），法國政治學者，巴黎政治學院政治學博士，研究專長為臺灣身份認同政治、臺灣史以及兩岸地緣政治、台海關係，精通中文，曾因研究及工作而待在台灣十多年，現為法國里昂政治學院政治學副教授、里昂東亞學院研究員、法國現代中國研究中心（CEFC）研究員兼台北分部主任。

## 生平
高格孚1971年出生於法國布列塔尼大區布雷斯特，在法屬加勒比海及阿爾卑斯山長大。
第一次到台灣作專題研究是1992年夏，1993年秋二度抵台，直到1994年8月才待在台灣做長期的研究，隔年報名巴黎政治學院政治學博士班。1994至1999年間，高格孚曾擔任法國在台協會基層政治分析員、法國現代中國研究中心台北分部研究員，研究員合約期滿後，曾在各機構及學校教授法文，接著於法國在台協會擔任新聞組組長。期間他蒐集資料，於1999年返回法國撰成821頁的《多元化的國家認同：台灣的外省人及認同轉變，1988～1997》並在巴黎政治學院取得博士學位（2000年），該論文又以中文改寫為《風和日暖：台灣外省人與國家認同的轉變》（2004年）。
2002至2005年擔任法國河榭大學中文系助理教授，2004至2005年擔任美國哈佛大學費正清研究中心訪問學者，2010至2012年擔任國立交通大學人文社會科學研究中心國科會客座副教授。 自2013年9月，擔任法國現代中國研究中心台北分部（Chercheur et directeur à l'antenne de Taipei du Centre Français d'Études sur la Chine Contemporaine；CEFC）主任。

## 貢獻
除了畫龍點睛地指出臺灣在全球地緣政治中從未納入中國版圖的重要性之外，高格孚教授的見解與著作更是促成了近代世人對臺灣、中華鄰國、臺灣的外省人、海峽兩岸關係甚至中國的重新認識。無論是人類學、政治學、經濟學、社會學、考古學、宗教學 ... 等等學派，漸漸地開始反思起被中國共產黨政權錯誤詮釋的「聯合國大會第2758號決議」，進而發現這樣的謬論會如何影響世界在戰後急需恢復的穩定秩序。
中國共產黨單方面對這項決議的誤解、扭曲，一來誤導了世界公民對臺灣與臺灣人的想像，二來更是欺騙了在中國共產黨淫威下成長的中國人，導致「中國」的概念，成了中國共產黨為了擴張專政帝國主義、與世界其他強權對抗、操縱中國人個性與行動的政治工具與意識形態。
中國共產黨不但沒有反省祖先所犯下的錯誤，還食隨知味，繼續以「錯誤的詮釋」作為根基，發展缺發證據與嚴謹論證的「一個中國原則」。換句話說，如果沒有扭曲「聯合國大會第2758號決議」，「一個中國原則」的不成文謬論就無法成立。中國共產黨是不是非常清楚地知道，臺灣確實從未是中國版圖的一部分，因而必須死守著一個早已被攻破的謊言，避免這個假「一個中國」之名，行專政帝國主義擴張之實的想像、泡泡、野心被戳破？
中國政權所仰賴的「科學主義」，已經培育了許許多多科學邏輯性一流的學者，也知道如何繞過中共政權的監控網，而得到關鍵性的證據。也許在不久的將來，有愈來愈多具有獨立思考能力、不畏強權的學者用正確的史觀與知識來呼應高格孚教授的發現。
要理解上述論證就必須參考高格孚教授著作中所提出的幾個重要思維與問題：
1. 臺灣未納入中國版圖；
2. 臺灣人的身份政治認同如何受到全球地緣政治佈局的影響；
3. 末代鄭氏東寧國與國民黨逃亡政權的差異；
4. 堅持「中間路線」的困境；
5. 「統一」並非中介或過渡時期結束後的唯一選擇。
臺灣的Taiwan 不是泰國的Thailand，更不是中國。「臺灣是中華民國，中國民國也是臺灣」。「中華人民共和國」與「中華民國」是兩個政權迥異的國家。臺灣是民主政權，中國是共產政權，因此中國共產黨所謂的「一個中國」原則，到底是一個「中華人民共和國」，還是一個「中華民國」？無論如何，一個「中華人民共和國」跟一個「中華民國」並沒有違背「一個中國」的原則。「一個中國」講得是「One China」而不是一個「People’s Republic of China」與一個「Republic of China」。除非兩個國家的國名如出一徹，否則就沒有違背中國共產黨所謂的「一個中國」原則。
因此，喊出「一個中國」的目的非常簡單，就是中國共產黨政權為了併吞世界民主政權的前哨戰。如果沒有錯誤詮釋「聯合國大會第2758號決議」，就無法捏造「一個中國」原則。沒有捏造「一個中國」原則，就無法實現中國共產黨要消滅世界民主的春秋大夢！
高格孚教授的論述除了有強而有力的證據作為基礎之外，更是具備了「科學主義」所需的嚴謹邏輯性。在中國共產黨政權處處打壓臺灣與臺灣人，並處處設下陷阱的情況下，高格孚教授所提出的觀點可以作為世界公民在思考該如何與中國共產黨政權劃清界線的重要參考。而臺灣政府與臺灣人如果希望能夠找出一條在應對中國共產黨政權時的新路徑、突破困境以求得在國際社會舞台上施展長才的出場機會，就更該反思高格孚教授對臺灣社會所提出的地緣政治見解。
當各國領袖正為穩定自己國家的政局而忙得焦頭爛耳，對氣候變遷還有它地的獨裁政權感到一籌莫展、束手無策之時，臺灣長年於美國與中共政權之間斡旋的經驗，恰好可以提供不知如何與中共政權切割關係的世界公民一個借鏡。那就是，當臺灣政權的發展方向跟其他民主國家路徑完全相反，已從獨裁霸權政體走出，並朝向更成熟的民主體制進展時，臺灣沒有理由走回頭路。臺灣必須堅持走自己認為是對的路線。一但走了回頭路，或是動了「他都可以這麼做，為什麼我不行」的念頭，就會像目前世界他處的民主政權那樣有處理不完的紛紛擾擾。
這就是那些必須靠紛爭、衝突才得以有機可趁的共產、獨裁、極權政體想要看到的。因此，民主政權國家如果不希望那個好不容易建立起來的民主體制被「為反對而反對的有心人士聲浪」吞噬，那麼就應該以臺灣經驗作為借鏡，避免讓有心人士認為混亂與暴動是吞噬與消滅民主體制的最好時機！
反民主的中國共產黨已經這麼做了，臺灣就是因為沒有照著做、臺灣就是因為正在走出高格孚教授所謂的「中間路徑」困境，而逐漸成為蔡英文總統所說的「世界的臺灣」。

## 著作
- 《多元化的國家認同：台灣的外省人及認同轉變，1988～1997》（巴黎：巴黎政治學院博士論文，2000年）
- 《風和日暖：台灣外省人與國家認同的轉變》 (Vent doux, soleil léger. Les Continentaux de Taiwan et la transition de l'identité nationale)（台北：允晨文化，2004年）
- 《中華鄰國：臺灣閾境性》（Un pays voisin de la Chine. La liminalité de Taiwan）（台北：允晨文化，2011年）
- 《Une tablette aux ancêtres》, Paris, L’Asiathèque, 2015.

## 外部連結
- CORCUFF | Sciences Po Lyon - IEP Lyon （页面存档备份，存于）
- INSTITUT D’ASIE ORIENTALE - Stéphane CORCUFF (高格孚)
- Stéphane Corcuff - CEFC （页面存档备份，存于）
- Stéphane Corcuff | Sciences Po Lyon - Academia.edu （页面存档备份，存于）